# Business-to-government
Business-to-government (B2G) är en term som uppkommit för att beskriva de speciella förutsättningar som råder vid affärer med offentlig förvaltning.  Relationen mellan företag och den offentliga motparten regleras av ett upphandlingsförfarande.  Fokus ligger därmed på upphandlingsprocessen och det förberedande arbete som omfattar lobbying. 
Hela affärsprocessen mot offentlig marknad som även omfattar efterbearbetning och påverkan genom marknadsföring  brukar refereras med Business-to-public (B2P). 
Andra begrepp som beskriver intressentrelationer på en marknad är Business-to-business (B2B) och Business-to-consumer(B2C).